# Џевдет Сунај
Џевдет Сунај (тур. Cevdet Sunay; Трабзон, 10. фебруар 1899 — Истанбул, 22. мај 1982) је био предсједник Турске.
Током своје каријере био је истакнути војник, након државног пуча 1960. године и политички лидер, да би каријеру крунисао функцијом Председника Републике.
Завршио је војну гимназију у Истанбулу, након чега активно учествује у Првом светском рату у борбама у Палестини током којих постаје ратни заробљеник. Потом учествује у рату за независност Турске.
1930. године завршава војну академију и великом брзином добија унапређења, поставши врло утицајан у турској војсци.
1960. године бива постављен за начелника генералштаба.
Услед болести Џемала Гурсела, парламент бира Сунаја 28. марта 1966. године за петог председника Турске. Испунио је цео уставом предвиђен мандат и поред великих унутрашњих проблема који су потресали Турску.
Џевдет Сунај је био у браку са Атфет и имао је троје деце.
Преминуо је 22. маја 1982. године.